# Abou Saïd Uthman II
Abou Saïd Uthman II ou (en arabe algérien  أبوسعيد  عثمان لثاني, Abu Sa'id Othman āt-thani, en berbère  ⴰⴱⵓ ⵙⴰⵄⵉⴷ ⵄⵓⵜⵎⴰⵏ ⵡⵉⵙⵙ ⵙⵉⵏ, Abu Sa'id Othman wiss sin), régna sur le royaume de Tlemcen de 1348 à 1352. Il partage le pouvoir avec son frère, le sultan Abou Thabet selon un accord : Abou Saïd est chargé d'être le sultan « sédentaire », il reprend d'ailleurs Tlemcen aux Mérinides en 1348. Son frère Abou Thabet fait lui figure de sultan « nomade », il se charge de maintenir les liens avec les tribus alliées des Zianides pour prendre les territoires tombés aux mains des Mérinides,.
Abou Saïd Othmane II meurt en 1352, perdant Tlemcen à nouveau face aux Mérinides. Son frère Abou Thabet lui succède. 